# Dezastrele regelui Arthur
Dezastrele regelui Arthur (engleză King Arthur's Disasters) este un serial de animație britanic difuzat pentru prima oară pe CITV pe data de 11 aprilie 2005. Este co-creat de Paul Parkes și Will Ashurst și urmărește încercările Regele Arthur, asistat de vrăjitorul Merlin, să o seducă pe auto-obsedata prințesă Guinevere. Datorită popularității serialului, s-a lansat un al doilea sezon ce și-a început transmisia pe CITV din 6 noiembrie 2005. Genevieve Dexter servește ca producător executiv al serialului.
Serialul a fost cel mai bine cotat al canalului CITV în timpul primăverii lui 2005. A obținut în mod regulat o audiență de peste 20% de copii și și-a câștigat poziția împotriva lui CBBC. În 2006 a fost nominalizat pentru un premiu ABAFT pentru Cea mai bună animație, deși a pierdut în fața Incredibililor frați Adrenalini. În mod curent serialul se difuzează pe POP în Marea Britanie.
Serialul s-a difuzat și în România pe Boomerang, dar în limba engleză, din 2008 până în 2011.

## Rezumat
Prințesa Guinevere dorește un anume obiect, animal sau ființă care îl vrea cu disperare sau de care are cu adevărat nevoie. Arthur acceptă acest lucru, astfel acesta putându-se în schimb mărita cu ea. Arthur, deobicei alături de Merlin, va porni într-o aventură care uneori include și alți oameni pentru a obține elementul necesar. El va fi asaltat de nenumărate pericole înainte de a-și îndeplini scopul într-un final, dar întotdeauna ceva va strica totul și Guinevere nu va fi niciodată mulțumită, sau dacă este, se va mânia mai încolo. Dușmanii regelui sunt cavalerii săi rebeli, Sir Lancelot și Sir Martyn, care se ceartă între ei în continuu dar îl au pe rege ca dușman comun.

## Episoade

### Sezonul 1
1. "Splinters In The Knight"
2. "The Yodelling Dolphin of Kirkwall"
3. "The Parchment of Arusella"
4. "The Labyrinth Of Lost Souls"
5. "The Surprise Quest"
6. "The Glass Rose"
7. "The Viking Venture"
8. "Mission Implausible"
9. "The Fountain Of Youth"
10. "Circus Calamity"
11. "The Bear Necessities"
12. "The Peacocks of Penzance"
13. "The Ice Palace"

### Sezonul 2
1. "The Forest Of Dark Forces"
2. "King Of The Moon"
3. "King Guinevere"
4. "The Quest For The Orange Orange"
5. "Worms of Regret"
6. "A Tower With A View"
7. "The Salmon Of Knowledge"
8. "The Rocket Man"
9. "Baa Baa Green Goat"
10. "Double Double Wizzard Trouble"
11. "A Dope On A Rope"
12. "Donkey Kong King"
13. "Tournament Of Terror"

## Difuzări în lumea întreagă
| Țară                    | Canal                                    | Perioadă de difuzare |
| ----------------------- | ---------------------------------------- | -------------------- |
| Australia               | ABC1 ABC3                                | 2005-2010            |
| Franța                  | Cartoon Network                          | 2006                 |
| Mexic                   | Cartoon Network                          | 2005                 |
| Portugalia              | Cartoon Network RTP 2 (dublat) Boomerang | 2005                 |
| India                   | Pogo                                     | -                    |
| Italia                  | Disney Channel Toon Disney               | 2005                 |
| Spania                  | Toon Disney Disney Cinemagic             | 2005                 |
| Regatul Unit            | Nickelodeon Nicktoons POP                | 2005–2011            |
| Germania                | Nickelodeon                              | 2005                 |
| Croația                 | Nickelodeon                              | 2005                 |
| Polonia România Ungaria | Boomerang                                | 2008-2011            |

## Legături externe
- Dezastrele regelui Arthur la Internet Movie Database